# Боровлянка (приток Касмалы)
Боровлянка — река в России, протекает в Ребрихинском районе Алтайского края.
Берёт начало из озера южнее посёлка Верх-Боровлянка, в верховье называется Большая Боровлянка. Устье реки находится в 68 км по левому берегу реки Касмала у села Клочки. Длина реки составляет 32 км. Площадь водосборного бассейна — 230 км².
У места пересечения с дорогой Павловск-Ребриха ширина реки составляет 17 метров, глубина — 1 метр.
На реке стоят сёла Боровлянка и Клочки.
Система водного объекта: Касмала → Обь → Карское море.

## Данные водного реестра
По данным государственного водного реестра России относится к Верхнеобскому бассейновому округу, водохозяйственный участок реки — Обь от города Барнаул до Новосибирского гидроузла, без реки Чумыш, речной подбассейн реки — бассейны притоков (Верхней) Оби до впадения Томи. Речной бассейн реки — (Верхняя) Обь до впадения Иртыша.